# Ленард (Мичиген)
Ленард (енгл. Leonard) град је у америчкој савезној држави Мичиген.

## Демографија
По попису из 2010. године број становника је 403, што је 71 (21,4%) становника више него 2000. године.
| Група             | 2000.       | 2010.       |
| Белци             | 309 (93,1%) | 388 (96,3%) |
| Афроамериканци    | 13 (3,9%)   | 1 (0,2%)    |
| Азијати           | 2 (0,6%)    | 0 (0,0%)    |
| Хиспаноамериканци | 19 (5,7%)   | 9 (2,2%)    |
| Укупно            | 332         | 403         |